# ジャンバリ.TV
ジャンバリ.TV（ジャンバリドットティーヴィー）は、三協エージェンシーが運営するパチンコ・パチスロに特化した動画配信サービスである。

## 概要
パチンコ・パチスロに関するオリジナル動画の他、地上波テレビ・衛星放送で放送されている番組の再配信も行っている。また携帯電話向けの動画配信サービス・「ジャンバリ.TVモバイル」もあり、モバイル専用の動画も取り扱っている。なお動画については自社の独自サイト以外にニコニコ動画のチャンネルの一つとしても提供を行っている。一部動画の閲覧には、有料会員（プレミアム会員）に登録する必要がある。
動画配信以外に、サイトに登録したパチンコ店の情報や、三協エージェンシーが関与するパチンコ店向けイベントの情報が掲載されている。
配信動画にはジャンバリライターという自社ライターやBabyRock・PINK DOGというJBアイドルが出演しているが、パチスロ必勝本・パチスロ必勝ガイド・パチスロ攻略マガジンなど、他社のライターも多数出演している。

## 主な出演者
ジャンバリライター
- ゲン

ブログ「実録!!ジャンバリ密着24時!?」
- じゅじゅ

ブログ「それが俺のジャスティス」
- みっつん

ブログ「ゆとり世代の何が悪い!!」
ラバーズJ
- 工藤舞(BabyRock)
- 愛田笑子(BabyRock)
- 白鳥みゆ(PINK DOG)
- 七瀬静香(PINK DOG)
- 浪花レイ
- 松波吟子
- 夏希玲奈
- 矢島ヒカル
- 風舞唯
- 遊月リナ

その他
- トム・リー

ブログ「ヤッパカド２」
- シャーク
- 一軒家将勝

## 主な番組
オリジナル番組
- 〜5周年企画〜　ありがとう全国キャラバン
- 錬金術師 一軒家将勝の勝ツ
- 外国人スロッタートムのすろドキッ
- 旅スロ
- デッドオアアライブ
- アフロにラブソングを
- ジャンバリハンター
- BABYROCKノリ打ち大作戦
- ベタピン
- おねがいMYダーリン
- ジャンバリーグ
- 特命主任トムの奮闘記
- HAPPY WOMAN
- しんのすけの回胴浪漫飛行
- ういちの放浪記
- サン☆ピン
- 2人でできるもん
- ロード・オブ・上海
- にっちもさっちもPINK DOG
- 回銅戦隊ラバーズJ
- 俺たちヒキ強で勝負だぜ（＾＿＾；）
- スロット：インボッシブル
- クイーンオブファイターズ
- LOVEスロッターリターンズ
- 5時から男の必勝法
- スロ猿
- ういちのパチスロ・パチンコ我流伝
- ライターX
- ライターバトルX
- ラバーズJの打って買って叶えて
- Jチーム
- 波瀾爆笑SP　ジャンバリ実戦塾
- THEレバーオン
- ガチスロ魂
- 新台速報
- ○○を打ってみた
- ラバーズJのドッキリ大作戦
- PSアイドルプロジェクト